# Hilary Davidson
Pour les articles homonymes, voir Davidson.
Hilary Davidson, née en 1972 à Toronto, dans la province de l'Ontario, est une femme de lettres et journaliste canadienne, auteure de roman policier.

## Biographie
D'origine canadienne, elle amorce en 1995 une carrière de journaliste en travaillant pendant cinq mois à New York pour le Harper's Magazine.  Elle rentre ensuite au Canada et devient membre de la rédaction du Canadian Living.  En juin 1998, elle démissionne de ce poste pour se consacrer entièrement à l'écriture de récits policiers, tout en continuant de signer des articles et des ouvrages dans le domaine du voyage.
En 2010, son premier roman policier, Le Mal que tu m'as fait (The Damage Done), dont l'action se déroule au Pérou, est lauréat du prix Anthony 2011 du meilleur premier roman. Ce titre inaugure une série consacrée aux enquêtes policières de Lily Moore, une journaliste qui, toute comme sa créatrice, est spécialisée dans le voyage.
Hillary Davidson a fait paraître certaines de ses nouvelles policières dans le prestigieux Ellery Queen's Mystery Magazine.

## Œuvre

### Romans

#### SérieLily Moore
- The Damage Done (2010) Publié en français sous le titre Le Mal que tu m'as fait, Paris, France Loisirs (2013)  (ISBN 978-2-298-06500-8) ; réédition Éditions SW Télémaque, coll. « Entailles » (2014)  (ISBN 978-2-7533-0214-3)
- The Next One to Fall (2012)
- Evil in All Its Disguises (2013)

#### SérieSheryn Sterling
- One Small Sacrifice (2019)
- Don’t Look Down (2020)

#### Autre roman
- Blood Always Tells (2014)

### Nouvelles
- Anniversary (2007)
- Son of So Many Tears (2008)
- Family Man (2009)
- Stepmonster (2009)
- Silent Partners (2009)
- Undying Love (2009)
- Insatiable (2009)
- Beast (2009)
- Good Bones (2010)
- Cheap Bastard (2010)
- The Black Widow Club (2010)
- Fetish (2010)
- This Little Piggy (2011)
- Sorry Bastard (2011)
- The Other Man (2011)
- Necessary Evil (2011)
- Ladykiller (2011)
- Hedge Hog (2011)
- A Special Kind of Hell (2012)
- Magpie (2012)
- Fair Warning (2013)
- Darkness in the City of Light (2013)
- The Barnacle (2013)
- The Debt (2014)
- A Hopeless Case (2014)
- My Sweet Angel of Death (2014)
- Hungry Heart (2014)
- Sister Cecilia (2015)
- The Siege (2015)
- Swan Song (2015)
- Mistletoe (2015)
- My Side of the Matter (2018)
- Unforgiven (2019)

### Recueil de nouvelles
- The Black Widow Club: Nine Tales of Obsession and Murder (2013)

### Publications sur le voyage
- Frommer's Toronto 2000 (1999)
- Frommer's Toronto 2003 (2002)
- Frommer's Canada (2002), nouvelle édition revue et augmentée en 2008
- Frommer's New York City Day by Day (2006)
- Frommer's Toronto 2009 (2008)
- Frommer's Toronto 2010 (2009)

## Prix et distinctions

### Prix
- Prix Anthony 2011 du meilleur premier roman pour The Damage Done<[1]
- Crimespree Award  2011 du meilleur premier roman pour The Damage Done
- Derringer Award (d) 2015 de la meilleure nouvelle pour A Hopeless Case[2]
- Prix Anthony 2018 de la meilleure nouvelle pour My Side of the Matter[1]

### Nominations
- Prix Arthur-Ellis 2011 du meilleur premier roman pour The Damage Done[3]
- Prix Macavity 2011 du meilleur premier roman pour The Damage Done[4]
- Derringer Award 2013  de la meilleure nouvelle pour A Special Kind of Hell[5]
- Prix Anthony 2016 de la meilleure nouvelle pour The Siege[1]
- Prix Anthony 2020 de la meilleure nouvelle pour Unforgiven[1]